# Коритниця (потік)
Коритниця (словац. Korytnica) — річка в Словаччині; права притока Ревуци, протікає в окрузі Ружомберок.
Довжина — 13 км.
Витікає в масиві Низькі Татри — частина Дюмб'єрські гори — на висоті 1300 метрів.
Впадає у Ревуцу біля села Ліптовська Осада на висоті 595 метрів.